# Aristolochia guadalajarana
Aristolochia guadalajarana là một loài thực vật có hoa trong họ Aristolochiaceae. Loài này được S.Watson mô tả khoa học đầu tiên năm 1887.